# Sebastian Blomberg

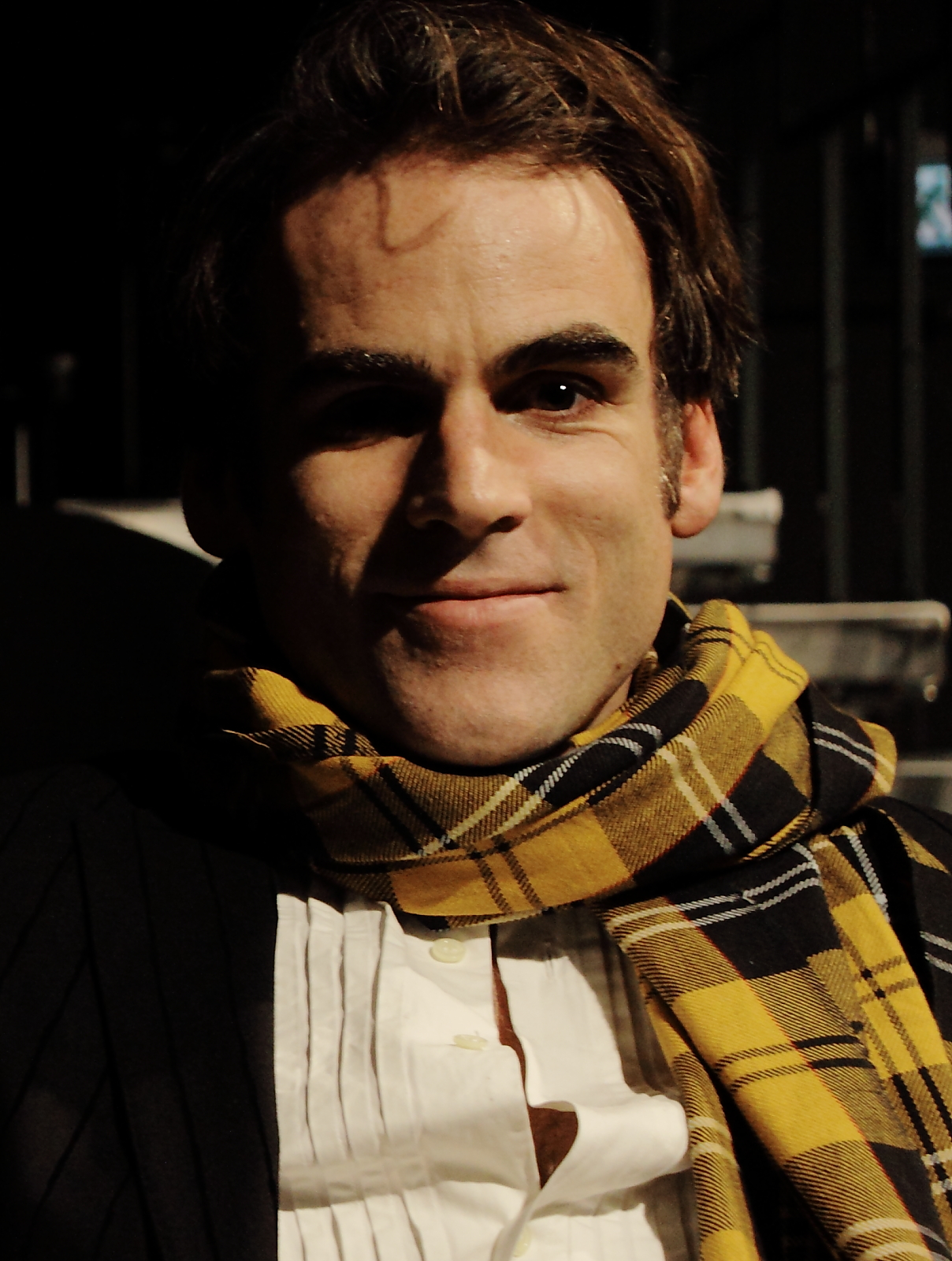
Sebastian Blomberg (2010)

Sebastian Blomberg (eigentlich: Sebastian von Blomberg; * 24. Mai 1972 in Bergisch Gladbach) ist ein deutscher Schauspieler.

## Leben
Sebastian von Blomberg wurde als jüngstes von vier Kindern des Juristen Peter Werner Günther von Blomberg und dessen Frau Christa, geb. Reinhard, in Bergisch Gladbach geboren und wuchs in Dornholzhausen im Taunus (Stadtteil von Bad Homburg vor der Höhe) auf. Sein Vater war Vorstandsmitglied der Frankfurter Versicherungsgesellschaft Allianz. Nach dem Abitur am Internat Schule Schloss Salem am Bodensee absolvierte Blomberg 1995 das Max-Reinhardt-Seminar in Wien, brach aber die Ausbildung ab, weil ihm schon früh verschiedene Engagements angeboten wurden. Er kam über Engagements in Wien, Basel, Zürich, Hamburg 2003 ans Deutsche Theater Berlin. Parallel zu seiner Theatertätigkeit arbeitete Blomberg in Film- und Fernsehproduktionen, anfangs noch in Kurzfilmen und in Nebenrollen, bevor er 1999 mit dem Film Anatomie Bekanntheit erlangte. Seitdem ist er ein gefragter Darsteller für Fernseh- und Kinofilme. Ab 2011 gehörte Blomberg zum Ensemble des Residenztheaters in München unter der Intendanz von Martin Kušej.
Ab 2020 spielte er in Karin Beiers Inszenierung Reich des Todes von Rainald Goetz am Hamburger Schauspielhaus. Er lebt in Berlin-Neukölln.
Von 2002 bis Anfang 2007 war Blomberg mit Schauspiel-Kollegin Maria Schrader liiert, die er am Set von Väter kennenlernte. Er ist mit der Schauspielerin Britta Hammelstein liiert und hat einen Sohn.
Er ist Mitglied der Deutschen Filmakademie.

## Familie
Blombergs Großvater mütterlicherseits, Wilhelm Reinhard, war plastischer Chirurg und Chefarzt am Allgemeinen Krankenhaus St. Georg in Hamburg. Väterlicherseits entstammt Blomberg dem gleichnamigen westfälischen Adelsgeschlecht. Sein Großvater väterlicherseits, Henning von Blomberg, fiel 1942 als Kommandeur einer Panzerabteilung in Nordafrika. Seine Urgroßväter waren Generalfeldmarschall Werner von Blomberg und Generalleutnant Günther von Hammerstein-Equord.

## Filmografie (Auswahl)
- 1997: Alma (3-teiliger Fernsehfilm)
- 1998: T.E.A.M. Berlin – Tödlicher Wind (Fernsehfilm)
- 1998: Dunckel (Fernsehfilm)
- 1999: Anatomie
- 1999: Chill Out
- 2000: Himmlische Helden (Fernsehfilm)
- 2000: Was tun, wenn’s brennt?
- 2001: Väter
- 2002: Olgas Sommer
- 2004: Tatort: Abgezockt (Fernsehreihe)
- 2004: Aller Tage Abend
- 2004: Alles auf Zucker!
- 2004: Wellen (Fernsehfilm)
- 2005: 3° kälter
- 2005: Acting (Kurzfilm)
- 2006: Spreewaldkrimi: Das Geheimnis im Moor (Fernsehreihe)
- 2006: Guten Morgen, Herr Grothe (Fernsehfilm)
- 2008: Der Baader Meinhof Komplex
- 2008: Palermo Shooting
- 2008: 10 Sekunden
- 2009: Die Gräfin
- 2010: Das letzte Schweigen
- 2010: Die kommenden Tage
- 2010: Wer wenn nicht wir
- 2010: Hotel Lux
- 2011: Die Männer der Emden
- 2012: Nachtlärm
- 2014: Zeit der Kannibalen
- 2015: Verfehlung
- 2015: Der Staat gegen Fritz Bauer
- 2016: Wellness für Paare (Fernsehfilm)
- 2016: Das kalte Herz
- 2016: Der Tatortreiniger – Sind Sie sicher?
- 2017: Maximilian – Das Spiel von Macht und Liebe (Fernsehdreiteiler)
- 2017: Das Verschwinden
- 2017: Spreewaldkrimi – Zwischen Tod und Leben
- 2018: Tatort: Zeit der Frösche
- 2019: Die Neue Zeit (Fernsehserie)
- 2020: Curveball – Wir machen die Wahrheit
- 2021: Sarah Kohr – Schutzbefohlen (Fernsehreihe)
- 2021: Tribes of Europa (Fernsehserie)
- 2021: Tatort: Blind Date
- 2022: Tatort: In seinen Augen
- 2023: Bonn – Alte Freunde, neue Feinde (Fernsehserie)
- 2024: Tatort: Schweigen

## Hörspiele (Auswahl)
- 2002: Umberto Eco: Baudolino – Regie: Leonhard Koppelmann

## Theater
| Jahr | Aufführung                      | Regie                | Ort der Aufführung(en)                                 |
| ---- | ------------------------------- | -------------------- | ------------------------------------------------------ |
| 1995 | Slawen                          | Hans Gratzer         | Wiener Schauspielhaus                                  |
| 1995 | Antiklimax                      | Hans Gratzer         | Wiener Schauspielhaus                                  |
| 1995 | Quai West                       | Wolfgang Maria Bauer | Wiener Schauspielhaus                                  |
| 1996 | Skizzenbuch                     | Stefan Bachmann      | Wiener Schauspielhaus                                  |
| 1996 | Hochschwab                      | Hans Gratzer         | Wiener Schauspielhaus                                  |
| 1997 | Alma                            | Paulus Manker        | Wiener Festwochen                                      |
| 1997 | Tragödie der Rächer             | Stefan Bachmann      | Wiener Schauspielhaus                                  |
| 1997 | Dysmorphomanie                  | Christian Stückl     | Wiener Schauspielhaus                                  |
| 1998 | Abendlandleben                  | Jossi Wieler         | Theater Basel                                          |
| 1998 | Troilus und Cressida            | Stefan Bachmann      | Salzburger Festspiele                                  |
| 1999 | Ein Volksfeind                  | Lars-Ole Walburg     | Theater Basel                                          |
| 1999 | Der Kirschgarten                | Stefan Pucher        | Theater Basel                                          |
| 1999 | Stiefel muß sterben             | Katharina Thalbach   | Theater Basel                                          |
| 2000 | Die Räuber                      | Lars-Ole Walburg     | Theater Basel                                          |
| 2000 | Die Schmutzigen Hände           | Nicolas Stemann      | Theater Basel                                          |
| 2000 | Das Schloß                      | Tim Staffel          | Theater Basel                                          |
| 2001 | Glaube Liebe Hoffnung           | Albrecht Hirche      | Theater Basel                                          |
| 2001 | Der Drache                      | Sebastian Hartmann   | Theater Basel                                          |
| 2002 | Dantons Tod                     | Nicolas Stemann      | Theater Basel                                          |
| 2003 | Der seidene Schuh               | Stefan Bachmann      | Theater Basel / RuhrTriennale                          |
| 2003 | Pillowman                       | Tina Lanik           | Deutsches Theater Berlin                               |
| 2004 | German Roots                    | Nicolas Stemann      | Thalia Theater Hamburg / Ruhrfestspiele Recklinghausen |
| 2005 | König Richard II.               | Elias Perrig         | Schauspielhaus Zürich                                  |
| 2006 | Geschichten aus dem Wiener Wald | Dimiter Gotscheff    | Deutsches Theater Berlin                               |
| 2006 | Amphitryon                      | Stefan Bachmann      | Deutsches Theater Berlin                               |
| 2006 | Volpone                         | Dimiter Gotscheff    | Deutsches Theater Berlin                               |
| 2008 | Maria Stuart                    | Stefan Bachmann      | Düsseldorfer Schauspielhaus                            |
| 2009 | Das Interview                   | Martin Kušej         | Theater Neumarkt Zürich                                |
| 2010 | Die Chinesin                    | Dimiter Gotscheff    | Volksbühne Berlin                                      |
| 2011 | Eyjafjallajökull-Tam-Tam        | Robert Lehniger      | Residenztheater München                                |
| 2011 | Candide oder der Optimismus     | Friederike Heller    | Residenztheater München                                |
| 2012 | Hedda Gabler                    | Martin Kusej         | Residenztheater München                                |
| 2012 | Der Revisor                     | Herbert Fritsch      | Residenztheater München                                |
| 2013 | Zement                          | Dimiter Gotscheff    | Residenztheater München                                |
| 2014 | Karamasow                       | Thorsten Lensing     | Sophiensæle Berlin                                     |
| 2017 | Die Komödie der Irrungen        | Herbert Fritsch      | Burgtheater                                            |
| 2020 | Reich des Todes                 | Karin Beier          | Deutsches Schauspielhaus Hamburg                       |
| 2022 | Verrückt nach Trost             | Thorsten Lensing     | Salzburger Festspiele                                  |

## Audioproduktionen
| Jahr | Autor               | Stück                            | Regie           | Produktion                                                    |
| ---- | ------------------- | -------------------------------- | --------------- | ------------------------------------------------------------- |
| 2010 | –                   | Tacet (Ruhe 2)                   | Paul Plamper    | WDR / DLF / Hoerspielpark                                     |
| 2012 | Emily Brontë        | Sturmhöhe                        | Kai Grehn       | NDR / SWR / Der Hörverlag ISBN 978-3-86717-931-7              |
| 2013 | E. M. Cioran        | Vom Nachteil, geboren zu sein    | Kai Grehn       | SWR                                                           |
| 2014 | Friedemann Schulz   | Dancing Queen                    | Thomas Wolfertz | Radio-Tatort – HR                                             |
| 2015 | Franz Werfel        | Die vierzig Tage des Musa Dagh   | Kai Grehn       | SWR / NDR / HR / Der Hörverlag ISBN 978-3-8445-1829-0         |
| 2015 | Friedemann Schulz   | Rote Wasser                      | Thomas Wolfertz | Radio-Tatort – HR                                             |
| 2016 | Kai Grehn           | Mu! oder People must be punished | Kai Grehn       | Radio Bremen                                                  |
| 2016 | Jack London         | Die Zwangsjacke                  | Kai Grehn       | Deutschlandradio / Major Label ISBN 978-3-945715-09-3         |
| 2016 | Helmut Heißenbüttel | Zwei oder drei Porträts          | Ulrich Lampen   | BR Hörspiel und Medienkunst                                   |
| 2016 | Thomas Melle        | Bilder von uns                   | Steffen Moratz  | Deutschlandfunk / NDR                                         |
| 2022 | Jane Austen         | Stolz & Vorurteil                | Kai Grehn       | HR/ Deutschlandfunk Kultur / Hörverlag ISBN 978-3-8445-4522-7 |
| 2022 | Kai Grehn           | Die Causa Jeanne d’Arc           | Kai Grehn       | SWR/ RBB                                                      |

## Auszeichnungen
- 1996: Josef-Kainz-Medaille der Stadt Wien als Förderungspreis für seine schauspielerische Gesamtleistung am Schauspielhaus
- 2008: Adolf-Grimme-Preis für seine Darstellung in Guten Morgen, Herr Grothe
- 2014: Günter-Rohrbach-Filmpreis – Darstellerpreis für Zeit der Kannibalen gemeinsam mit Katharina Schüttler und Devid Striesow